# Gjin III. Muzaka
Gjin III. Muzaka (auch Gjon; deutsch Johannes; † nach 1515) war ein albanischer Fürst und letzter Despot von Epirus.

## Leben
Gjin III. entstammte der vornehmen, im zentralen Albanien begüterten Adelsfamilie Muzaka und war der zweite Sohn von Gjin II. Muzaka und Chiranna, Enkelin (oder Nichte) von Matarango von Gora.
Nach dem Tod Skanderbegs (1468) konnte Gjin III. das von Skanderbeg nach der Schlacht bei Berat eingezogene Land seines Vaters, die Tomornizza in der Nähe des Berges Tomorr, wiedererlangen und mit den dort lebenden Leuten die Republik Venedig gegen die Neapolitaner unterstützen als diese Durrës bedrohten. Trotzdem wurde die Stadt 1479 im Friedensvertrag von Konstantinopel, der den Zweiten Osmanisch-Venezianischen Krieg (1463–1479) beendete, den Osmanen zugeschrieben.
Die von Sultan Mehmed II. gemachten glänzenden Anerbietungen Gjin III., wenn er zum Islam übertrete, wurden konstant zurückgewiesen. Als Gjin von Durrës gewarnt wurde, dass die Venezianer ihn „zum Dank“ den Osmanen ausliefern wollten, flüchtete er 1479/80 in der Nacht nach Neapel, wo ihn König Ferdinand I., Hoffnung auf Belehnung mit Apice gemacht hatte. Da Gjins Frau Maria aus dem albanischen Adelsgeschlecht der Dukagjini schwanger war, blieb sie mit ihren beiden Kindern Theodor (* 1478) und Helena bis zur Geburt von Adriano (auch Andriano) versteckt in Durrës zurück. Als Adriano 1 ½ Monate war folgte Maria mit ihren Kindern ihrem Mann nach Neapel. Theodor soll bei der Flucht 1½ Jahre alt gewesen sein.
In Neapel führte Ghin III., in seinen Hoffnungen enttäuscht, eine wenig glänzende Existenz. Seinen eigenen Angabe nach schrieb er 1510 in einer Zeit als bei den in Neapel lebenden albanischen Flüchtlingen das Gerücht von einem bevorstehenden Kreuzzug gegen die Osmanen die Hoffnung der Rückkehr ins Vaterland erweckte für seine drei Söhne seine Familienchronik „Breve memoria degli discendenti della casa Musachi di Don Giovanni Musachi, despoto d’Epiro, ai suoi figlioli Don Theodoro, Don Adriano e Don Constantino“. So verteilte Gjin seine Lande unter seinen drei Söhnen auf mit der Absicht falls die Länder wiedergewonnen werden konnten, konnten die Nachfahren Anspruch auf den früheren Besitz erheben. Theodor sollte Berat, die Musakaja und Kanina, Adriano die Tormonizza, Operi und Groß-Devoll und Constantin Klein-Devoll und Kastoria erben.
40 Jahre später fügte Gjiins jüngster Sohn Constantin einige Zusätze zur Familienchronik unter dem Titel: „Breve memoria di li discendenti di nostra casa Musachi“ hinzu.

## Familie
Gjin III. Muzaka heiratete Maria aus dem albanischen Adelsgeschlecht der Dukagjini, mit der er fünf Kinder hatte:
- Theodor (* 1478) war bei der Flucht 1½ Jahre alt; starb kinderlos
- Elena
- Andriano (* 1479/80 in Durrës; † 10. Mai 1526 in Frankreich, vergiftet) war bei der Flucht 1½ Monate alt; war Kommandant von 100 Kavalleristen im Dienst des Königs Franz I. von Frankreich; starb kinderlos
- Constantin (* nach 1480 im Königreich Neapel; † nach 1550) lebte in Neapel ⚭ Lucrezia Egidio
- Porfida, Hofdame der Königin Johanna von Aragón ⚭ Pietro Rocco